# Tuzson Zoltán
Tuzson Zoltán (Marosvásárhely, 1960. január 1. –) erdélyi magyar matematikus, könyvíró és tanár.

## Életpályája
Szülei Tuzson Zoltán (1933. november 7. – 2013. december 14.) oktatómester és Ilyés Regina (1940. január 1. –) szövőnő. Tanulmányait a marosvásárhelyi 4-es számú általános iskolában kezdte (1967-1975), majd a marosvásárhelyi Vegyipari Líceumban folytatta (1975-1979), ahol 1979-ben leérettségizett. 1979-1980 között a bodzavásári 01708 katonai egységnél topográfusként teljesítette a hadkötelezettségét. Egyetemi tanulmányait a brassói Transilvania Tudományegyetem matematika karán folytatta (1980-1984), ahol Constantin Marinescu dékán témavezetése mellett 1984-ben sikeresen államvizsgát tett, és évfolyamelsőként végzett. 1984-2001 között a székelyudvarhelyi Benedek Elek Tanítóképző Líceum matematika tanára, szakmódszertanos, és óraadó tanár az Babeș–Bolyai Tudományegyetem kihelyezett részén, a Székelyudvarhelyi Tanítóképző Főiskolán 2000-től 2003-ig. 2001-től a Baczkamadarasi Kis Gergely Református Kollégiumban tanít a matematika-informatika és a teológia-filológia szakokon, és 2012-től 2014-ig újra óraadó tanár a Székelyudvarhelyi Tanítóképző Főiskolán. A matematika módszertanának tanára, könyvíró és, matematikaversenyek és tanítónő-továbbképzők szervezője és lebonyolítója. Hazai és külföldi szaklapok munkatársa, szerkesztőségének a tagja, rovatvezetője.2021 szeptember 1-től nyugdíjba vonult, és így folytatja tevékenységeit.
Nős, felesége Réka (1966. augusztus 24. –), egyetlen leánya Kamilla-Lilla (1993. március 30. –).

## Munkássága
1992-től a kolozsvári Matematikai Lapok (mai MatLap) szerkesztő bizottságának a tagja, és a lapban közel 200 cikkét publikálták. 1997-től a Matematikában Tehetséges Gyermekekért Alapítvány (MaTeGye) gondozásában megjelent ABACUS matematika lapokban elindította a „Logi-sarok” rovatot, amiben havonta 3 feladvány és az előzőek megoldása jelenik meg. Napjainkig több mint 600 feladvány látott itt napvilágot, és a rovat nagy népszerűségnek örvend. Ennek a mintájára 2011-ben elindította a kolozsvári MatLap-ban a „Logikai feladványok” rovatot is, aminek szintén nagy olvasótábora alakult ki. 1984-2001 között a Benedek Elek Tanítóképző Líceumban évente lebonyolított országos tanítónői továbbképzőkön, vizsgákon módszertant és matematikát tanított, és közben szakmódszertanos tanárként számos, tanítónő által írt I. fokozatú dolgozat irányítója volt. 2023 szeptemberétől, a MatLap-ban beindította a Tippek, Trükkök, Ötletek rovatot, ahol a heurisztikus módszerek és a plauzibilis okfejtésen alapuló feladatmegoldások kerülnek előtérbe.
1996-ban segédkönyvet írt a Tanítóképzők és a Tanítóképző Főiskola számára, amelynek a címe „Hogyan oldjunk meg aritmetikai feladatokat?” és 1996- 2024 között folyamatosan javította és bővítette ezt, amit napjainkban is használnak mint a Tanítóképtő Líceumokban mint a Tanítóképzó Főiskolákon. Ez az egyetlen magyar nyelvű ilyen témájú könyv, referenciának számít a szakirodalomban. A könyvnek 200 példánya 2011-ben a Bukaresti Kulturális Minisztérium jóvoltából 11 megyei közkönyvtárba került be. Ugyancsak 2012-ben a még 2011-ben megjelent „Miért nem lehet?” című könyvnek 200 példánya a Magyar Nemzeti Kulturális Alap jóvoltából bekerült a magyarországi közkönyvtárakba, továbbá 50 darab a romániai közkönyvtárakba. A 2016-os esztendőben, a KELLO-nak a 6. Márai könyvellátási programja keretén belül, a "Furfangos Fejtörő Feladatok gyerekeknek" című könyvből 225 példány került a magyarországi közkönyvtárakba. A 2024-es év folyamán a Román Kulturális Minisztérium könyvtár ellátási programja keretén belül a magyarok lakta megyékben mindössze 15 megyei könyvtárba jutott el a "Tippek, Trükkök, Ötletek matematikafeladatok megoldásához VII-VIII. osztály" címü könyvem, mindössze 120 példányban.
Szakterületei a valós analízis, logika, analógiák, aritmetika, matematikadidaktika. A tanulók tehetségápolásával és gondozásával is foglalkozik, tanulói számos matematikai versenyen vettek részt, és részesültek dobogós díjazásban. A különböző szaklapokban megjelent eredeti cikkeinek a száma több mint 200, és a kitűzött feladatainak a száma is meghaladja a 250-et.

## Díjai, kitüntetései
- Ordinul Meritul pentru învăţământ în grad de Cavaler, 2004 [oktatási érdemrend, lovagi fokozat)[3]
- A legösszetettebb módszertani kiadvány díj, 2004, Csíkszereda[4][5]
- Farkas Gyula-emlékérem, 2010, Kolozsvár

## Megjelent művei

### Könyvei
- Hogyan oldjunk meg aritmetikai feladatokat, Módszertani feladatgyűjtemény, Ábel kiadó 2011, 348. oldal[6]
- Miért nem lehet?, Ábel kiadó, 2011, 136 oldal[6]
- Gondolkozz logikusan, Ábel kiadó, 2014, 123 oldal[6]
- Furfangos Fejtörő Feladatok Gyerekeknek, Ábel Kiadó, 2015, 76 oldal[6]
- Észcsiszoló Bongárd-problémákkal, Ábel Kiadó, 2016, 128 oldal[6]
- Teszteld magad matematikából, Editura Sfantul Ierarh Nicolae, 2019, 77 oldal
- Gondolkozz még logikusabban, Ábel Kiadó, 2020, 102 oldal[6]
- Ismerkedés a függvényegyenletekkel, Tematikus feladatgyűjtemény, Ábel Kiadó, 2020, 318 oldal[6]
- Válogatott témakörök a matematika köréből, I. kötet, Editura Sfantul Ierarh Nicolae, 2022, 224 oldal
- Válogatott témakörök a matematika köréből, II. kötet, Editura Sfantul Ierarh Nicolae, 2022, 242 oldal
- Teszteld magad matematikából 5-8. osztály, Kedvenc Kiadó, 2022, 107 oldal[7]
- Teszteld magad matematikából 9-12. osztály, Kedvenc Kiadó, 2022, 91 oldal[7]
- Mit írjunk a kérdőjel helyére? 500 logikai feladvány kicsiknek és nagyoknak, Kedvenc Kiadó, Székelyudvarhely, 2023, 238 oldal[7]
- Tippek, trükkök, ötletek matematikafeladatok megoldásához. VII-VIII. osztály. Módszertani feladatgyűjtemény, Ábel Kiadó, 2023, 178 oldal.[6]
- Hogyan oldjunk meg aritmetikai feladatokat, Módszertani feladatgyűjtemény, ötödik átdolgozott kiadás, Ábel kiadó 2024, 271. oldall[6]
- Tippek, trükkök, ötletek matematikafeladatok megoldásához. IX-X. osztály. Módszertani feladatgyűjtemény, Ábel Kiadó, 2024, 186 oldal.[6]

### A kolozsvári Matematikai lapokban (Matlap) megjelent cikkek
- Egy érdekes számsorozatról, ML 2/1979 (43-47. o.)
- Az ML 17814. és 0:19 feladataival kapcsolatban, ML 1/1981 (43-47. o.)
- Az ML 17241 és a KöMaL F.2502 feladatainak általánosításairól, ML 11-12/1986 (435-441. o.)
- Az általánosított trigonometrikus polinomok zérushelyeinek számáról, ML 3/1988 (107-109. o.)
- Egy határérték kiszámításáról ML 10/1985 (387-391. o.)
- Folytonos periodikus függvények összegének periodikusságáról, ML 5/1989 (179-183. o.)
- Területszámítási feladatok ML 9/1989 (327-332. o.)
- Miért nem lehet? (I.), ML 6-7/1990 (251-256. o.)
- „Rablómesék”, ML 8-9/1990
- A Zeta(2m) meghatározása elemi módszerek segítségével ML 10, 11,12/1990 (351-367. o.)
- Feladatok a matematikai indukció tanításához ML 6/1991 (226-233. o.)
- Miért nem lehet? (II.) ML 6/1991 (233-238. o.)
- Érdekes matematikai számkombinációk és összefüggések ML 8/1991 (311-312. o.)
- Területszámítási feladatok rajzokban, ML 9-10/1991 (351-355. o.)
- Szórakoztató matematikai- logikai feladványok, ML 9-10/1991 (403-405. o.)
- A szimmetria szerepe egyes feladatok megoldásánál ML 3/1992 (88-93. o.)
- Analógia teszt (geometriai alakzatok), ML 5/1992 (178-181. o.)
- Emlékeztető ábrák a körrel kapcsolatos ismétléshez (I.) ML 6/1992 (218-223. o.)
- Emlékeztető ábrák a körrel kapcsolatos ismétléshez (II.) Feladatok, ML 9/1992 (346-348. o.)
- Miért nem lehet? (III.), ML 7/1992 (252-260. o.)
- Analógia teszt (Számkombinációk) ML 9/1992 (337-342. o.)
- Konvex függvények összegzéséről, ML 1/1993 (1-6. o.)
- Két folytonos periodikus függvény folytonos függvényéről ML 2/1993 (44-48. o.)
- Analógia teszt (Betűkombinációk), ML 3/1993 (91-93. o.)
- Gyökmennyiségekkel kapcsolatos gyakoribb típushibák, ML 4/1993 (131-138. o.)
- Szinusz- és koszinusztétel néhány alkalmazása, ML 6/1993 (210-215. o.)
- Szórakoztató matematika, ML 7/1993 (278. o.)
- Függvényekkel kapcsolatos feladatok ML 8/1993 (299-306. o.)
- Analóg teszt (Hamis analógiák), ML 9/1993 (328-332. o.)
- A végtelen leszállás elve ML, 10/1993 (370-376. o.)
- Az aritmetika és az algebra kapcsolatai (I.)
- A mérlegelv és egyenletek megoldása ML, 3/1984 (81-86. o.)
- Az aritmetika és az algebra kapcsolatai (II.), A mérlegelv alkalmazása egyenletrendszerek megoldásánál, ML 4/1994 , (124-128. o.)
- A Venn-Euler diagram felhasználása halmazelméleti feladatok megoldására, ML 5/1994 (174-178. o.)
- Algebrai azonosságok szemléltetése, ML 6/1994 (210-218. o.)
- Az aritmetika és az algebra kapcsolatai (III.), A fordított út módszere és egyenletek megoldása, ML 7/1994 (256-261. o.)
- Az aritmetika és az algebra kapcsolatai (IV.), Kiküszöbölés módszer és egyenletrendszer megoldása, ML 8/1994 (294-299. o.)
- Az aritmetika és az algebra kapcsolatai (V.), A helyettesítés módszere és egyenletrendszerek megoldása, ML 9/1994 (329-334. o.)
- Az aritmetika és az algebra kapcsolatai (VI.), A hipotézisek módszere és kézismeretlenes egyenletrendszerek megoldása , (I. kategória) ML 10/1994 (364-369. o.)
- Az aritmetika és az algebra kapcsolatai (VII.), A hipotézisek módszere és kézismeretlenes egyenletrendszerek megoldása , (II. kategória) ML 1/1995 (16-21. o.)
- Az aritmetika és az algebra kapcsolatai (VIII.), A hipotézisek módszere és háromismeretlenes egyenletrendszerek megoldása, ML 2/1995 (50-54. o.)
- Az aritmetika és az algebra kapcsolatai (IX.), Típusegyenletrendszerek megoldása az elemi osztályokban, ML 3/1995 (92-97. o.)
- Az aritmetika és az algebra kapcsolatai (X.), Egyenletrendszerek megoldása szakaszos ábrázolással, ML 4/1995 (125-130. o.)
- Az aritmetika és az algebra kapcsolatai (XI.), Az ábrázolás lehetőségeinek különböző lehetőségei, ML 5/1995 (165-170. o.)
- Az aritmetika és az algebra kapcsolatai (XII.), Egyenlő arányok sorozata és az aritmetikában, ML 2/1996 (50-54. o.)
- A golyós számológépektől néhány összegképletig, ML 10/1995 (367-375. o.)
- Téglalapmódszer I. ML 7/1996
- Téglalap módszer II. ML 8/1996
- Összegek racionális törtfüggvényként való felírhatóságáról I. ML 7/1997
- Érdekes pitagoraszi számhármasokról ML 7/1997, (253-256. old.)
- Összegek racionális törtfüggvényként való felírhatóságáról II. ML 10/1997
- Felkészültem-e a felvételire, versenyvizsgára? ML 9/1997-6/1998.
- A k-szögszámoktól a Pell típusú egyenletekig, ML, 2/1999, 41-46. o.
- Jól felkészültem-e matematikából? ML 9/1998-ML 6/1999-12-19
- A heurisztikus okoskodás szépségeiből, ML 9/2000 (326-328. o.)
- Egy szórakoztató matematikai feladat kapcsán, ML 10/2000 (397-398. old.)
- Útvonalak száma rekurzív számlálással, ML 4/2003, 121-126. old
- Egy gyufarejtvény kapcsán, ML 8/2004 (281-285. old)
- Egy szórakoztató matematika feladat kapcsán II., ML 6/2005 (232-233. old)
- Egy szórakoztató matematika feladat kapcsán III., ML 7/2005 (276-277. old)
- Mitől függ és mitől nem?, ML 8/2005 (315-316. old)
- Az A: 1653. feladat általánosítása, ML 5/2006 (195-196. old.)
- Területátalakítási feladatok rajzokban I., ML 7/2006 (241-248. o.)
- Területátalakítási feladatok rajzokban II., ML 8/2006 (284-291. o.)
- Magasabbfokú mátrixegyenletek megoldása, ML 5/2007 (161-168. o.)
- Az A:1848. feladat általánosítása, ML 6/2007 (220-221. o.)
- Egy érdekes logikai feladatról, ML 7/2007 (259-260. o.)
- Az A:1901 feladat általánosítása, ML 9/2007 (337-339. o.)
- Feladatok a matematikai indukció tanításához, ML 8/2008 (284-291. o.)
- Egyenletek és egyenletrendszerek megoldása a Zn halmazon. (I), ML 2/2009 (41-45. o.)
- Egyenletek és egyenletrendszerek megoldása a Zn halmazon. (II), ML 3/2009 (81-45. o.)
- Egyenletek és egyenletrendszerek megoldása a Zn halmazon. (III), ML 4/2009 (121-124. o.)
- Egyenletek és egyenletrendszerek megoldása a Zn halmazon. (IV), ML 5/2009 (161-166. o.)
- Egyenletek és egyenletrendszerek megoldása a Zn halmazon. (V), ML 6/2009 (201-206. o.)
- Magasabbfokú mátrixegyenletek megoldása, ML4/2010 (121-124. old)
- Variációk egy egyenlőtlenség kapcsán, ML5/2010 (162-165. old)
- Permutációegyenletek, ML9/2010 (321-325. old)
- Mit jelent az, hogy határozatlan eset? ML2/2011 (41-44. old)
- A logikai táblázat módszere I. ML9/2011 (325- 330. old)
- A logikai táblázat módszere II. ML10/2011 (382-384. old)
- Elsőrendű rekurziós összefüggéssel értelmezett sorozatok tanulmányozása zsebszámológéppel ML9/2012 (322-329. old)
- A teveszabály és alkalmazásai, ML1/2013 (1-7. old)
- Perigal négyzete, ML2/2013 (41-46. old)
- A fogótétel alkalmazása sorozatok határértékének a kiszámolására ML4/2013 (121-129. old)
- Tangramcsodák ML6/2013 (202-207. old)
- A figurális számokról I. ML7/2013 (242-248. old)
- A figurális számokról II. ML8/2013
- A figurális számokról III. ML9/2013
- A figurális számokról IV. ML10/2013
- A Sturm-módszer és alkalmazása, ML2/2014 (41.-46. old)
- A logikai táblázat módszere III., ML 6/2014 (208-213. old)
- A lehetetlenségre visszavezetés módszere, ML8/2014
- A kreativítás fejlesztése logikai-matematikai feladványokkal ML9/2014
- Az ellenpéldával történő cáfolás az elemi matematikában ML7/2015, (248.-254. old)
- Szélsőérték problémák elemi megoldása I., ML8/2015, (285.-290. old)
- Szélsőérték problémák elemi megoldása II., ML9/2015, (321.-327. old)
- Szélsőérték problémák elemi megoldása III., ML10/2015, (366.-371. old)
- Az okostelefonok és a táblagépek a gráfelméleti témakörök oktatásában, ML1/2016, (1.-6. old)
- Vigyázat! Gondolataink fertőzhetnek!, ML2/2016, (42.-46. old)
- Fejszámolási tippek, trükkök, ötletek I., ML7/2016
- Fejszámolási tippek, trükkök, ötletek II., ML8/2016
- Érdekes pitagoraszi számhármasokról,  ML 8/2017, 284. oldal
- A Cauchy függvényegyenlet és néhány rokon probléma I. rész, ML 9/2017, 321-325. oldal
- A Cauchy függvényegyenlet és néhány rokon probléma II. rész, ML 2/2018, 41-46. oldal
- A Cauchy függvényegyenlet megoldása különböző feltételekkel, ML 4/2018, 121-126. oldal
- A Cauchy féle NQR módszer és néhány alkalmazása, ML 6/2018, 201-206. oldal
- A d’Alembert-Poisson féle függvényegyenlet és néhány rokon probléma, ML 8/2018, 281- 286. oldal
- A trigonometrikus függvényegyenlet-rendszer megoldása, ML9/2018, 321-322. oldal
- Rekurziós összefüggésekkel értelmezett függvényegyenletek, ML 10/2018, 361-362. oldal
- Egyváltozós függvényegyenletek megoldása helyettesítésekkel, ML 3/2019, 81-86. oldal
- Egy matematikai bűvésztrükk feltárása, ML 8/2019, 313-314. oldal
- Különféle kétismeretlenes függvényegyenletek, ML 9/2019, 330-336. oldal
- Rekurzív sorozatokkal megoldható függvényegyenletek, ML 10/2019, 362-367. oldal
- Deriválható függvényeket tartalmazó függvényegyenletek, ML 1/2020, 1-6. oldal
- Polinomfüggvényeket tartalmazó függvényegyenletek, ML 9/2020, 309-313. oldal
- Bűvös alakzatok kitöltéséről I., ML 10/2020, 352-358. oldal
- Bűvös alakzatok kitöltéséről II., ML 1/2021, 2-7. oldal
- Bűvös alakzatok kitöltéséről III., ML 1/2021, 47-52. oldal
- Ismerkedés a Ven-Euler diagramokkal, ML 4/2021, 130-136. oldal
- Polinomfüggvényeket tartalmazó függvényegyenletek, ML 5-6/2021, 179-183. oldal
- Másodrendű mátrixok hatványozásáról 1.rész, ML 7/2021, 232-237. old
- Másodrendű mátrixok hatványozásáról 2.rész, ML 8/2021, 270-274. old
- Másodrendű mátrixok hatványozásáról 3.rész, ML 9/2021, 307-210. old
- Másodrendű mátrixok hatványozásáról 4.rész, ML 10/2021, 346-249. old
- Másodrendű mátrixok hatványozásáról 5.rész, ML 1/2022, 1-6. old
- Másodrendű mátrixok hatványozásáról 6.rész, ML 2/2022, 41-44. old
- Másodrendű mátrixok hatványozásáról 7.rész, ML 3/2022, 89-94. old
- Hány háromszög látható? ML 8/2022, 270-273. old
- Tippek, trükkök , ötletek határozatlan integrálok kiszámításához, ML 9/2022, 309-315. old
- Tippek, trükkök , ötletek határozott integrálok kiszámításához, ML 10/2022, 350-357. old
- Két rokon számlálási probléma általánosítása, ML 1/2023, 18-22. old
- Mennyire ismered az aszimptótákat? ML 4/2023, 136-137. old
- A faktorizációs módszer és alkalmazásai, ML 5-6/2023, 184-187. old
- A 2024-es évszám más matematikai szépségei, ML 2/2024, 45-47. old
- Tanuljunk meg "hazudni"!, ML 10/2024, 359-362, old
- A határérték-feladat különböző megoldásai. ML 1/2025, 10-14. old
- A 2025-ös évszám más matematikai szépségei, ML 2/2025, 41-46. old

### A brassói Gammában megjelent cikkek
- Metode cinematice pentru rezolvarea unor probleme de geometrie, GAMMA 1/1984 (8-6. o.)
- Despre marea teoremă a lui Fermat, GAMMA 2-3/1984 (8-10. o.)
- Asupra şirului Leibniz, GAMMA 1-2/1985 (7-8. o.)
- Despre anumite relatii într-un triunghi legate de octocentrul lui, GAMMA 3/1985 (10-12. o.)
- Despre o teoremă de algebră, GAMMA 3/1985 (12. o.)
- Rezolvarea problemelor de geometrie în planul numerelor complexe (I.) GAMMA 1/1986 (10-12. o.)
- Rezolvarea problemelor de geometrie în planul numerelor complexe (II.) GAMMA 2/1986 (16-18. o.)

### Az Octogon Mathematical Magazine-ben megjelent cikkek
- From k-Angle Numbers to Pell Type Equations, OCTOGON 2/1998, (101-110. o.)
- The Generalization Of One Of Gergone’s Theorems, OCTOGON 1/1999, 88/93. o.
- A Generalization Of The Chinese Remainder Theorem, OCTOGON, Vol.9/No.1B/April 2001.
- A Solution To OQ. 373, OCTOGON, Vol.9/No.1B/April 2001
- On The Open Problem OQ. 493, OCTOGON, Vol.9/No.1B/April 2001.
- Cubic Numbers, Which Are Tetrahedron Numbers A The Same Time, OCTOGON 1/1999, 119/123. o.
- A Solution To OQ. 188., OCTOGON 2/1999, 126-129. o.
- A Solution To OQ. 277., OCTOGON 1/2000
- A Solution To OQ. 278., OCTOGON 1/2000
- Internal analogies between isomorphic geometric structures, OCTOGON XXI., 1-2/2013, 108-122. o.
- The analogue and generalization of one theorem of Gergonne, Vol. 22. No. 2/2014

### A bukaresti Gazeta matematică Seria-A-ban megjelent cikkek
- Despre calculul unei limite GM-A 2/1987 (81-85. o.)

### A bukeresti Gazeta matematică Seria B-ben megjelent cikkek
- O discutie asupra subiectelor de la examenul de definitivat profesori I., sesiunea sept.1987, GMB 10/1989 (366-371. o.)

### A budapesti Középiskolai Matematikai Lapokban (KöMaL) megjelent cikkek
- Egyes diofantikus egyenletek megoldásáról KöMaL 8-9/1984 (352-354. o.)

### A kolozsvári Didactica Matematicii-ban megjelent cikkek
- Sume finite de funcţii periodice continue, Lucrările Seminarului „Didactica Matematicii” vol.6., 1989 (317-332. o.)

### A szegedi ABACUS-ban megjelent cikkek
(https://web.archive.org/web/20130320022753/http://www.mategye.hu/?pid=abacus)
- Töltögetési feladatok I. ABACUS, február/1997.
- Töltögetési feladatok II. ABACUS, március/1997
- Töltögetési feladatok III. ABACUS, április/1997.
- Kedvenc Feladatom, ABACUS, 2000. december, 23-24. old.
- Kedvenc Feladatom, ABACUS, 2002. szeptember, 14. old.

### A Matematika Tanítása-ban (MaTa) (Budapest, Szeged) megjelent cikkek
- Általánosított feladatok térbeli analógiája MaTa 2/1995 (367-375. o.)
- Tippek, Trükkök, Ötletek MaTa 5/1996
- Trigonometriai egyenlőtlenségek algebrai bizonyítása I. MaTa 1/1997
- Permutáció alkalmazása egyenlőtlenségek szerkesztésére és bizonyítására MaTa 2/1997
- A pitagoraszi tételcsoport analógja, és általánosításának az analógja a tetraéderben MaTa 1/2013, 6-9. o.
- A Sturm-módszer és alkalmazása MaTa 1/2013, 19-24. o.

### A Polygon-ban (Szeged) megjelent cikkek
(https://www.math.u-szeged.hu/polygonlap/periodica.html?periodica=1&paramtipus_ertek=author&param_ertek=597)
- Az aranymetszés és a Fibonacci számok mindenütt, XXI., 1-2/2013 (108-122. old)
- A Ven-diagram és a logikai szita alkalmazása, XXII., 1-2/2014 (141.-151. old)
- Variációk egy logikai feladat kapcsán, XXIII., 1-2/2016 (123-131. old)
- A középarányos egyenlőtlenségek általánosítása folytonos és monoton függvények által, XXIV., 1/2016 (63.-69. old)
- Az egyensúlyszámokról, XXVII/2024, 40-43. old

### A Teaching of mathematics-ban (TM) (Belgrád, Szerbia) megjelent cikkek
- From matchstick puzzles ti isoperimetric problems TM 2013, Vol. XVI, 1, 12-17. old

### A Teaching Mathematics and Computer Science-ban (TMCS) (Debrecen) megjelent cikkek
- The study of sequences defined by first order recursion by means of a pocket calculator, TMCS 11 (2013), 2 (1-10. old)